# Mals (Mals)
Mals (italienisch Malles, früher umgangssprachlich auch Siebenkirchen) ist ein Dorf im Vinschgau und eine Fraktion der gleichnamigen Südtiroler Gemeinde Mals. Mals ist die größte Ortschaft und Sitz der Gemeinde und hat 2102 Einwohner (Stand Januar 2022).

## Geographie

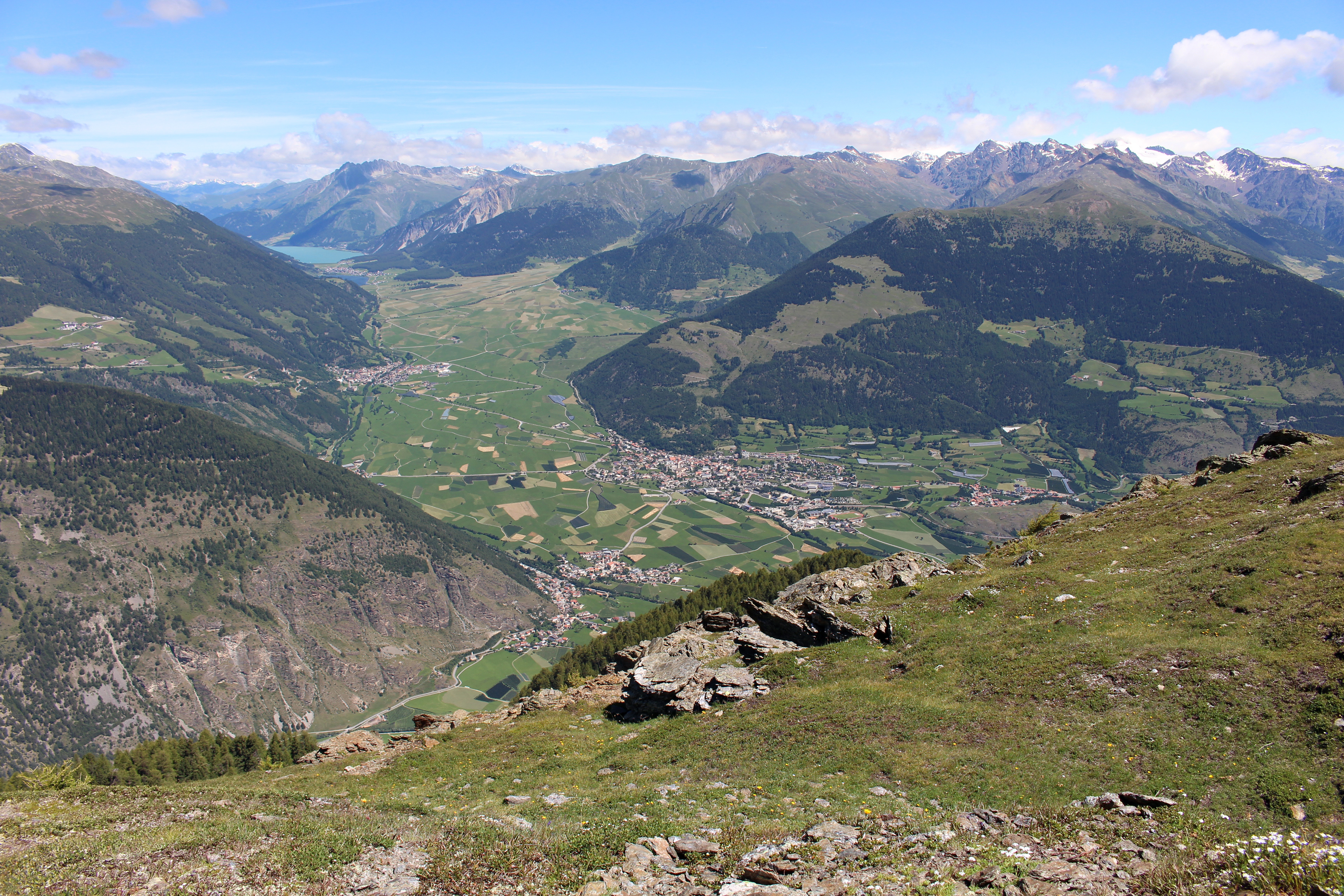
Mals, Etschtal mit Planeiler Bergen

Mals liegt am südlichen Ende der Malser Haide im Vinschgau bzw. Vinschger Oberland. Das Dorf befindet sich auf der orographisch linken Talseite des Etschtals und wird von der bzw. dem Puni durchflossen. Im Nordosten überragt wird das Dorf von den Hängen des Sonnenbergs, die an der Spitzigen Lun gipfeln.

## Geschichte
Als früherer Siedlungsplatz wird Malettes angenommen, eine Hochweide auf 1597 m östlich oberhalb Mals. Urkundlich wird Mals das erste Mal im Jahr 1094 in einer Urkunde von Kloster Weingarten als Malles genannt, als der bayerische Herzog Welf IV. und seine Gemahlin Judith dem Konvent einen Hof in Mals übertrugen, später Malser Perch (1290), Mals (1266), Malles (1390), Mals, Mal(l)s (1427), Mals (1817), Malles (1923), heute mundartlich Måls. Die Etymologie des Ortsnamens ist unklar. Diskutiert werden sowohl ein möglicher vorrömischer Ursprung (etwa *mal, „Berg“), als auch eine Ableitung aus dem fränkisch-lateinischen mallus, einer im Fränkischen Reich verwendeten Bezeichnung für eine „Gerichtsstätte, Gerichtsversammlung“. Auf eine frühe Eindeutschung lässt die Erhaltung des -s in den Ableitungen des Ortsnamens schließen, z. B. Malser.
Dass sich auch die Römer in Mals aufgehalten haben gilt als sicher. Zwei Grabsteine im Ferdinandeum in Innsbruck erinnern daran. Bei archäologischen Ausgrabungen beim Paulihof im Jahre 2012 wurden Überreste einer Villa rustica sowie Reste einer Römerstraße gefunden.
Im 12. Jahrhundert war Mals Gerichtsort der churischen Gotteshausleute und vielleicht auch schon der tirolischen Eigenleute. Anfang des 15. Jahrhunderts wurde die Gerichtsbarkeit nach Glurns verlegt.
Die Tiroler Landesfürstin Claudia de’ Medici verlieh dem Ort Mals am 13. Jänner 1642 das Wappen und das Marktrecht für zwei Jahrmärkte: den Georgimarkt (23. April) und den „Gollimarkt“ (16. Oktober). Das heutige Wappen der Gemeinde Mals nimmt mit rot-weiß-rotem Bindenschild und drei ein Dreieck bildenden roten Kugeln auf goldenem Grund Motive der Häuser Habsburg und de’ Medici auf.
1499 wurde Mals durch die nach der Schlacht an der Calven heranstürmenden Engadiner geplündert und eingeäschert. Dasselbe Schicksal ereilte das Dorf 1799 durch die Franzosen nach der zweiten Calvenschlacht. 108 Häuser und Scheunen, sowie die Pfarrkirche Maria Himmelfahrt fielen dem Großfeuer zum Opfer.
1813 erfolgte die Gründung der immer noch bestehenden Musikkapelle, 1879 jene der örtlichen Freiwilligen Feuerwehr. 1906 erhielt der Ort durch die Eröffnung der Vinschgaubahn mit dem Bahnhof Mals einen Anschluss an das Eisenbahnnetz.
1928 wurde Mals durch die Eingemeindung der bis dato eigenständigen Burgeis, Laatsch, Matsch, Planeil, Schleis, Schlinig und Tartsch zum Hauptort einer gleichnamigen Großgemeinde.
1994 ging, auf Betreiben des damaligen Schuldirektors Max Bliem, die Sportoberschule „Claudia von Medici“ ins erste Schuljahr. Erfolgreiche Wintersportathleten sind aus dieser Schule hervorgegangen, wie z. B. Christof Innerhofer, Manfred Mölgg, Patrik Staudacher und Dominik Paris.
Auf kleinregionaler Ebene ist Mals heute auch ein Zentrum der Verwaltung und des Einkaufs.

## Bildung
In Mals gibt es mehrere öffentliche Bildungseinrichtungen für die deutsche Sprachgruppe. Zu diesen gehören eine Grundschule, eine Mittelschule und das Oberschulzentrum „Claudia von Medici“. Als Sitz des Oberschulzentrums mit seinen weiterführenden Angeboten, die ein Sozialwissenschaftliches Gymnasium, eine Wirtschaftsfachoberschule und eine Sportoberschule umfassen, ist Mals von großer Bedeutung für das Vinschger Oberland.

## Verkehr
Mals wird von der SS 40 durchquert. Am Ortsrand befindet sich der Bahnhof Mals, die Endstation der Vinschgaubahn.

## Sehenswürdigkeiten

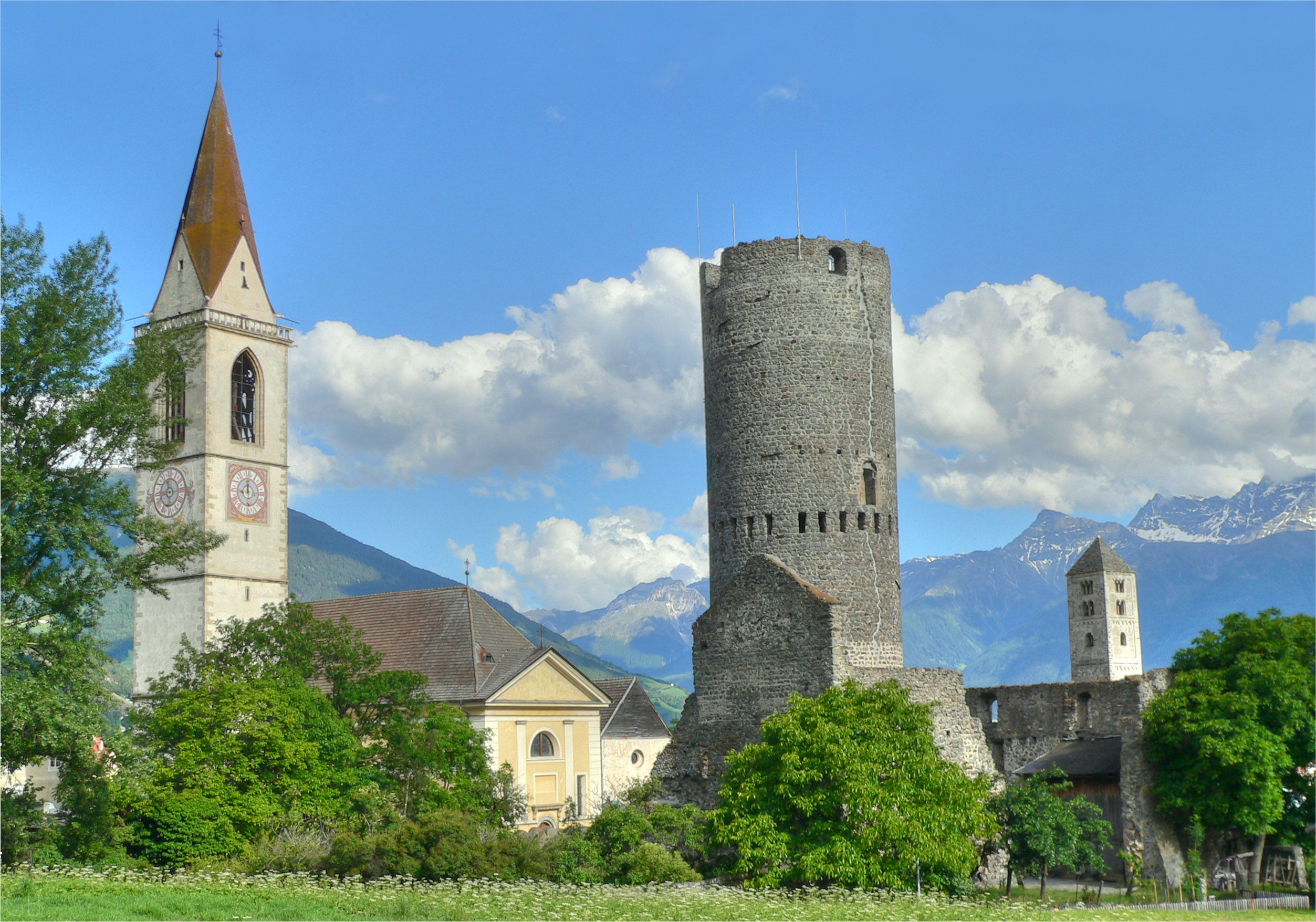
Pfarrkirche „Maria Himmelfahrt“, Fröhlichsturm und Johannesturm in Mals

Der Ort Mals wurde wegen seiner Kirchtürme früher auch der „Siebentürmige“ oder „Siebenkirchen“ genannt; von den ehemals sieben Kirchen existieren nunmehr noch fünf, nämlich die Pfarrkirche, die St.-Benedikt-Kirche, die Martinskirche, die Michaelskirche sowie der Kirche zu den Vierzehn Nothelfern.
Von der ehemaligen Johannskirche steht nur mehr der Turm. Die Kirche zum Hl. Nikolaus und die Jakobskirche gibt es nicht mehr.
Aus dem Mittelalter stammen auch die sieben Ansitze, die zum Großteil heute noch bewohnt sind. Die Namen dieser Ansitze sind Fröhlichsturm, Droßturm, Preschgenegg, Lichtenegg, Malsegg, Goldegg (auch Albersheim genannt) und Pracassan.

### Kirchen

#### Maria Himmelfahrt
Erste Nennung in einer Vereinbarung aus dem Jahre 1292 von Goswin beschrieben (Actum fuit in Malles in ecclesia sancte Marie). Weiters ist ein Ablassbrief aus dem Jahre 1297 erhalten, von 10 Bischöfen in Rom ausgestellt. Mitte bis Ende des 15. Jahrhunderts wird die Kirche umgebaut, vermutlich ließ man sie vergrößern oder zumindest renovieren. Denn 1479 wird das Gotteshaus durch einen Bischof Johannes konsekriert. Der Hochaltar ist nun neben der Gottesmutter auch den Churer Bistumsheiligen Lucius, Florinus und Anna, sowie dem heiligen Laurentius geweiht. Zudem wurden noch zwei Seitenaltäre, ein Mittelaltar und der Friedhof eingeweiht.
Durch den Umbau erfolgte sicher eine Gotisierung der Pfarrkirche. Reste des spätmittelalterlichen Baues haben sich bis heute im Chor erhalten. Von einem Kirchturm ist noch nicht die Rede; es ist aber anzunehmen, dass die romanische Pfarrkirche einen Turm besaß, der denen der alten Malser Kirchen ähnlich sah.
Die Pfarrkirche Maria Himmelfahrt heute besitzt einen gotischen Kirchturm. Der Turm wurde um 1530 erbaut und mit einem harmonischen Geläute versehen.

#### St. Benedikt
Von den Kirchen ist St. Benedikt die bedeutendste, da sie die ältesten, zum Teil gut erhaltenen karolingischen Fresken des 9. Jahrhunderts aufweist. Dargestellt sind geistliche und weltliche Stifter. Sie hat eine rechteckige Saalform. Das Gebäude steht ungünstig, denn es wurde öfters übermurt, was zur Folge hatte, dass die Kirche stets feucht war. Einige Historiker nehmen an, sie könnte auf einem rätischen Quellheiligtum stehen. Es wird angenommen, dass die Kirche im 8. Jahrhundert erbaut wurde. Ursprünglich besaß sie keinen Kirchturm, wahrscheinlich erst im 12. Jahrhundert wurde ein romanischer Turm hinzugefügt. Vor der Westwand liegt ein Findling mit römischen Wagenspuren.

#### St. Martin
Die St.-Martin-Kirche geht auf das 12. Jahrhundert zurück und erhielt im 16. Jahrhundert einen gotischen Chor. Sie war bis ins Jahr 2020 stets verschlossen. Nur wenige Gottesdienste wurden in dieser Kirche noch gefeiert. Mit Beginn des Jahres 2020 ist die Kirche für Besucher und Interessierte von April bis Oktober zweimal in der Woche geöffnet. Während der Öffnungszeiten liefert eine Präsentation Informationen zur Geschichte der Kirche.

#### St. Johann

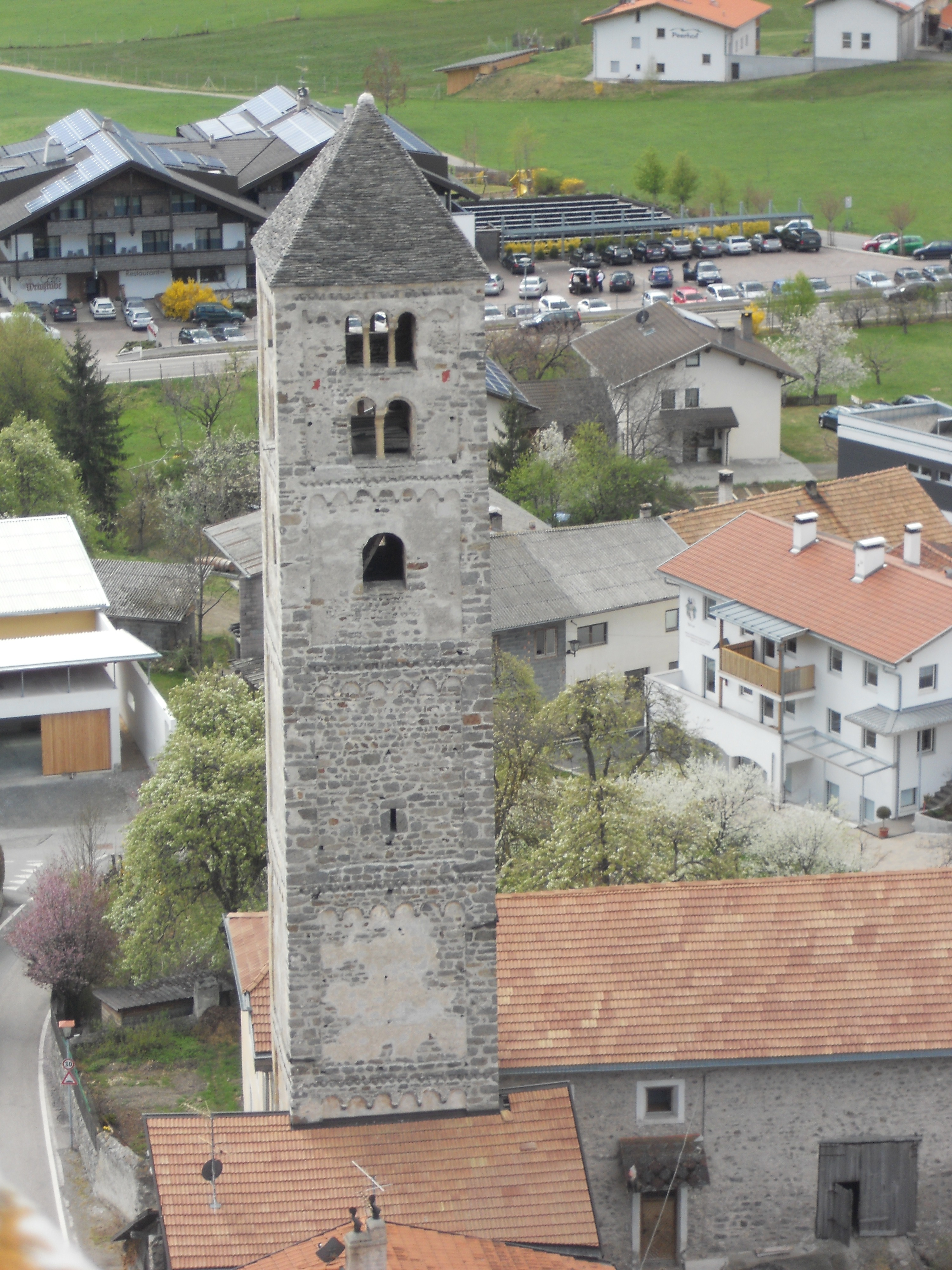
Romanischer Turm der St.-Johann-Kirche in Mals

Von der 1799 von den Franzosen zerstörten Kirche St. Johann stehen nur noch der romanische Turm und Reste der Kirchenfassade an der Seite der Puni. Das Kirchenschiff wurde in ein Wohnhaus umgewandelt. Der Turm gilt als der schönste der drei romanischen Türme in Mals.

#### St. Michael
St. Michael am Friedhof ist ein zierliches spätgotisches Kirchlein (16. Jahrhundert), dessen romanische Vorgängerin wahrscheinlich dem Brand von 1499 zum Opfer gefallen ist. Die Jahrzahl "1504" an der Ostseite der Kirche spricht jedenfalls dafür.
Am Friedhof befinden sich auch zwei Werke des zeitgenössischen Malser Künstlers Karl Plattner. Eines ist die Darstellung am Kriegerdenkmal, das andere befindet sich am Familiengrab der Familie Plattner, wo auch der Künstler beigesetzt ist.

#### Kapuzinerkirche
Ende des 17. Jahrhunderts wurde das Kapuzinerhospiz gegründet und im Jahr 1699 wurde die Kapuzinerkirche eingeweiht. Das Kloster wurde in den 1990ern aufgelassen und an seiner Stelle das Altenheim St. Martin gebaut. Die Kirche steht noch und ist sowohl von außen als auch direkt vom Heim aus zugänglich. Es finden regelmäßig Gottesdienste statt.

#### Vierzehn-Nothelfer-Kirche (Dreifaltigkeitskirche)
Die 14-Nothelfer-Kirche stammt aus der ersten Hälfte des 18. Jahrhunderts. Im Inneren des Rundbaues befinden sich ein zierlicher Barockaltar und die Ölbilder der 14 Nothelfer.

### Weitere historische Bauten

#### Ruine Fröhlichsburg

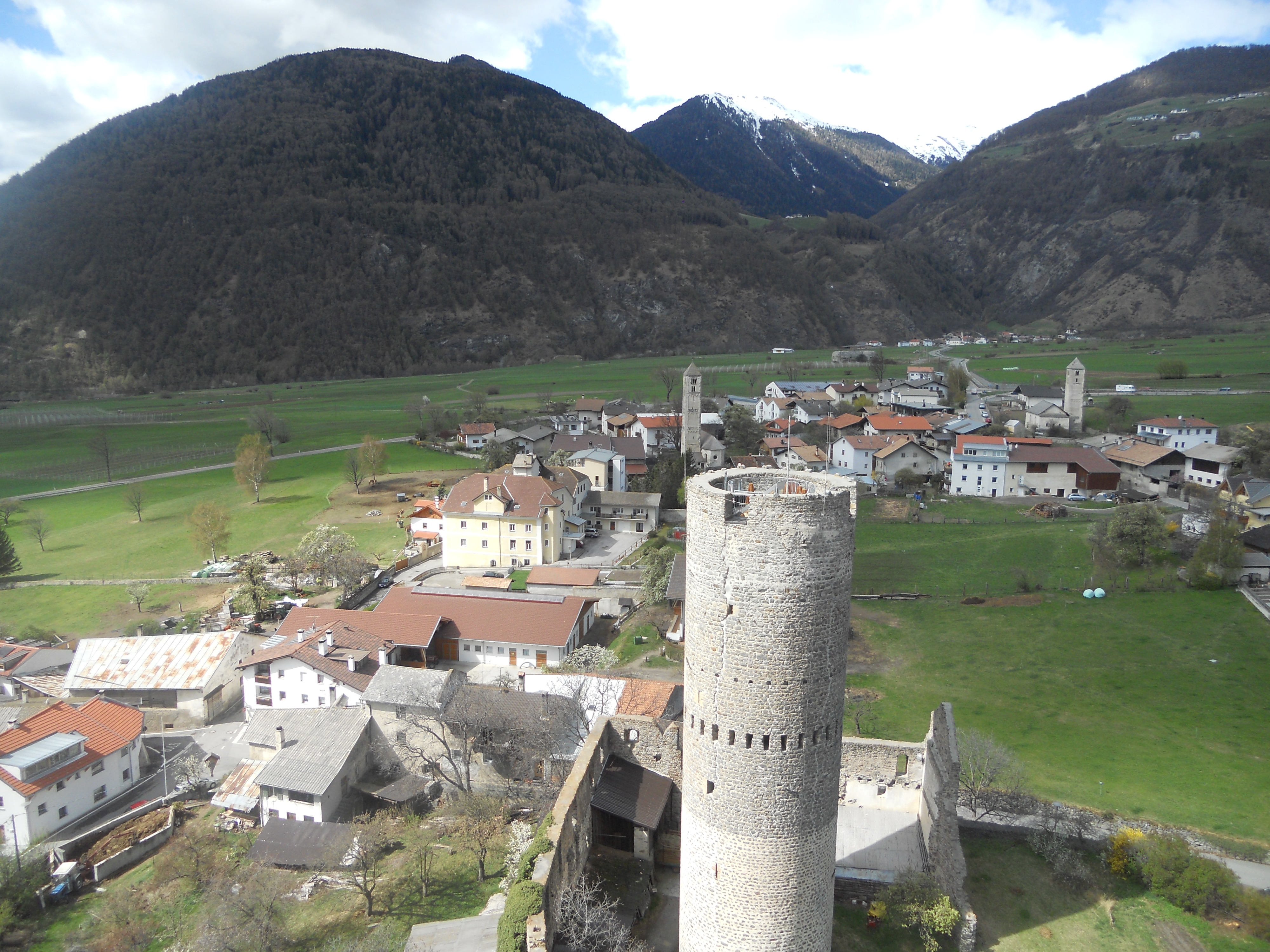
Turm der Ruine Fröhlichburg

Der Bergfried der Fröhlichsburg ist 33 m hoch und hat einen Umfang von 33,5 m. Die Fröhlichsburg wurde wegen des Bergfrieds (auch „Bergfrit“) und wegen der römischen Inschriften, die man in der Nähe des Turms fand, häufig als römischer Bau dargestellt. Dass dem nicht so ist, erklärte bereits um 1736 der Gelehrte Anton Roschmann. Der Bergfried war auch ein Gerichtssitz.
Die Burganlage wurde im 12. und 13. Jahrhundert durch die erstmals 1149 erwähnten Herren von Mals (Matsch) erbaut. Ab Ende des 16. Jahrhunderts besaßen die Herren von Fröhlich die Burg, die seither deren Namen trägt. Quader der mittlerweile zur Ruine verkommenen Burganlage wurden Anfang des 19. Jahrhunderts abgetragen und für die Vergrößerung der Pfarrkirche verwendet. 2004 wurde der Fröhlichsturm durch eine Initiative der Freunde des Fröhlichsturm renoviert und der Allgemeinheit zugänglich gemacht. Heute ist die Burgruine in Privatbesitz.

#### Ansitz Lichtenegg
Das Patrizierhaus wurde 1593 für den Hauptmann und Pfleger von Tarasp, Hans Mohr, mit dem Namen Lichtenegg gefreit und war bereits vorher im Besitz der aus dem Engadin stammenden Familie. 1690 wurde es von Veit Mohr an Hauptmann Veit Hofer verkauft. Um 1825 scheinen als Besitzer die Freiherren von Federspiel (Marmorrelief des hl. Florian über dem Portal, gestiftet von Elisabeth Baronin von Federspiel zur Erinnerung an den Brand von Mals von 1799, bei dem das Haus verschont geblieben war) auf. In diese Zeit fällt auch die Nennung der ersten Apotheke in Mals, eben im Ansitz Lichtenegg. Ende des 19. Jh. wurde das Anwesen an den Kaufmann Wilhelm Flora verkauft. Ein Marmorwappen der Flora befindet sich über dem Portal. 1931–33 wurde die Fassade mit Wappenmalereien von Cassian Dapoz geschmückt. Heute ist der Ansitz ein privates Wohn- und Geschäftshaus.

#### Droßturm
Die Erbauung des Droßturm geht wahrscheinlich ins 12. oder 13. Jahrhundert zurück. Von Anfang an wurde er als Turm von Mals im Besitz der Vögte von Matsch genannt. Nach den Matschern scheinen die Grafen von Trapp als Besitzer auf, diese veräußerten die Burg dann an ihren Malser Dienstmann namens Verdroß. Von diesen kommt auch die heutige gültige Bezeichnung Droßturm. Nach etlichen Besitzerwechseln, von Kloster Marienberg über die Herren Söll von Aichberg, kam der Droßturm ca. Mitte des 19. Jahrhunderts an den Malser Geschäftsmann Ignaz Flora.
Der Ansitz Goldegg oder Albersheim ist der einzige der sieben Ansitze von Mals, der sich nicht im Privatbesitz befindet. Das Haus wechselte jedoch häufig den Besitzer.